# Воскохори
Воскохори (грч. Βοσκοχώρι) је насељено место у општини Кожани у периферији Западна Македонија, Грчка. Према попису из 2021. године било је 85 становника.
Према бугарском географу и историчару, Василу Канчову, у Воскохорију је 1900. године живело 216 Турака. Године 1923. турско становништво је принудно исељено у Турску а на њихово место су насељене караманлијске избегличке породице, којих је на попису из 1928. године било 283. Село се раније звало Чобанли.